# Lavry
Lavry (Russisch: Лавры, Estisch: Laura, Lets: Lauri) is een dorp (derevnja) in het district Petsjory van de Russische oblast Pskov. Bij de volkstelling van 2010 telde het dorp 1008 inwoners.
Lavry ligt op 7 km van de grens tussen Rusland en Estland en op 4 km van de grens tussen Rusland en Letland. Door het dorp stroomt de rivier Lidva (Лидва). Het verlengde van de Letse weg P42 loopt door Lavry.

## Geschiedenis
Lavry werd voor het eerst genoemd rond 1558 onder de naam Sjtsjemeritsy (Щемерицы) als nederzetting (pogost) rond een kerk. De Russische naam is afgeleid van Sõmeritsa, een naam van Seto-oorsprong. De naam Lavry kwam pas op in de 19e eeuw en was oorspronkelijk een dorp ten noorden van Sõmeritsa. De dorpen groeiden samen. De oudste documentatie over een Russisch-Orthodoxe kerk, gewijd aan Nicolaas van Myra, dateert uit 1710.
De kerk werd in 1790 vervangen door een andere kerk, eveneens van hout. In 1883 kwam daar een parochieschool bij. De volgende jaren kregen veel omringende dorpen ook een school. In de omgeving van Lavry woonden naast orthodoxen ook veel lutheranen, vaak Letten.
In maart 1919, tijdens de Estische Onafhankelijkheidsoorlog, veroverden Estische troepen de stad Petsjory en omgeving. In 1920 sloten Estland en de Sovjet-Unie het Verdrag van Tartu. Het vredesverdrag wees het gebied rond Petsjory aan Estland toe. Lavry lag nu in de Estische provincie Petserimaa. In 1922 splitsten de Esten een deel van de gemeente Pankjavitsa af. Dat werd de gemeente Laura met Laura (de Estische naam voor Lavry) als hoofdplaats. Laura had al in 1920 de status van vlek (Estisch: alevik) gekregen. In 1939 werd de gemeente omgedoopt in Lõuna, ‘Zuid(-gemeente)’.
Voor de lutheranen in Lavry en omgeving werd in de jaren 1925–1932 een lutherse kerk gebouwd, ook gewijd aan Sint-Nicolaas. De diensten waren afwisselend in het Estisch en het Lets.
Vanaf augustus 1941, tijdens de Tweede Wereldoorlog, was Petserimaa door Duitse troepen bezet. In augustus 1944 verjoeg het Rode Leger de Duitsers uit de provincie. Daarbij ging de orthodoxe kerk van Lavry door brand verloren. De lutherse kerk werd in 1945 gesloten. Het gebouw werd eerst gebruikt als opslagruimte, graanschuur en garage en raakte daarna in verval.
Op 16 januari 1945 moest de Estische Socialistische Sovjetrepubliek het grootste deel van de provincie Petserimaa afstaan aan de Russische Socialistische Federatieve Sovjetrepubliek. Vanaf dat moment was Laura een dorp in het district Petsjory van het oblast Pskov. De gemeente werd vervangen door een dorpssovjet. In 1995 stelde Rusland weer een gemeente Lavry (Лавровская волость, ‘Lavrovskaja volost’) in.
De orthodoxe kerkdiensten werden voortgezet in een noodgebouw. In 1963 begon de ombouw tot een echte kerk, die in 1970 werd ingewijd. De kerk is naast Sint-Nicolaas ook gewijd aan Tryphon van Campsada.

## Foto's

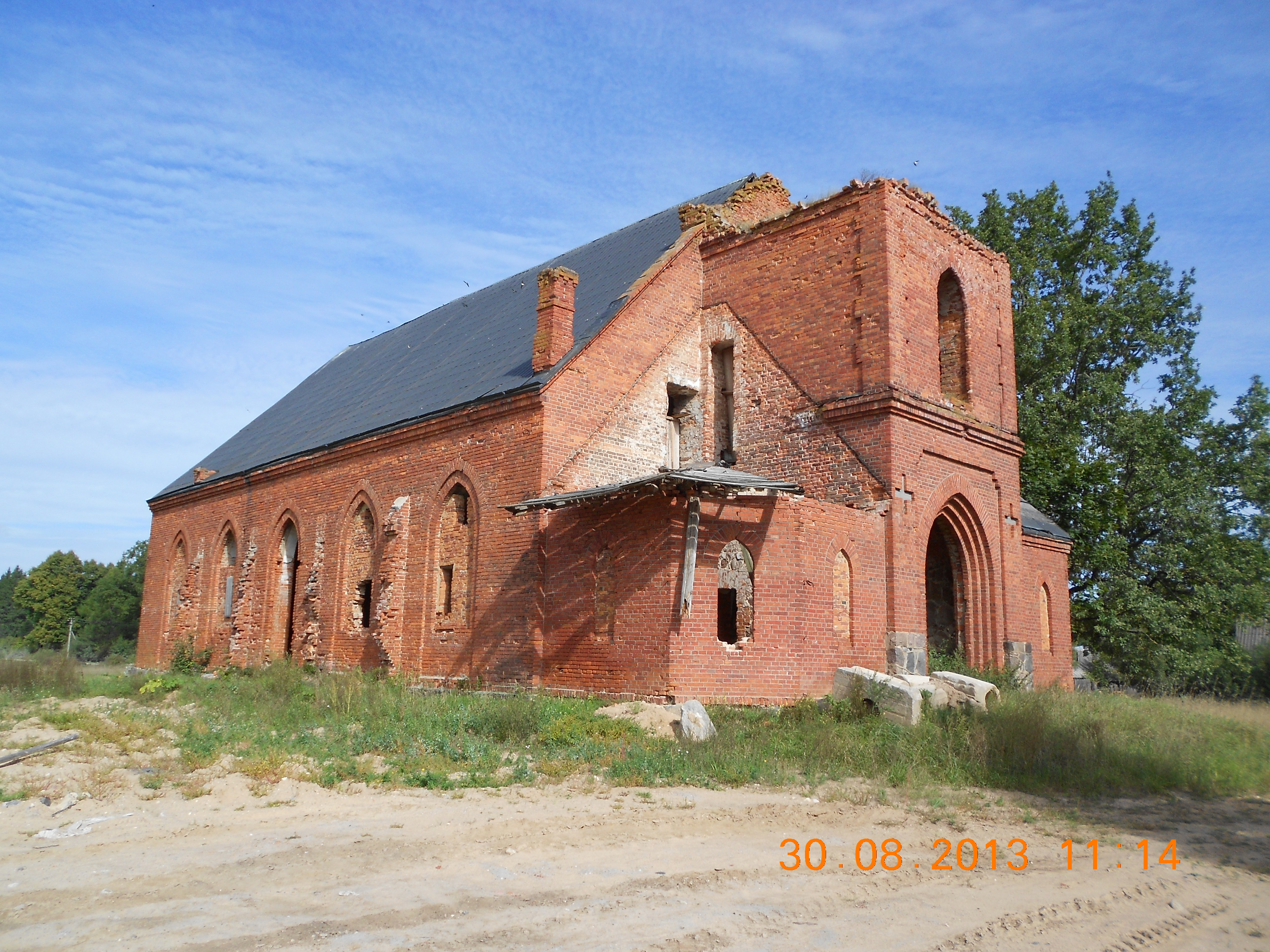
Ruïne van de lutherse kerk
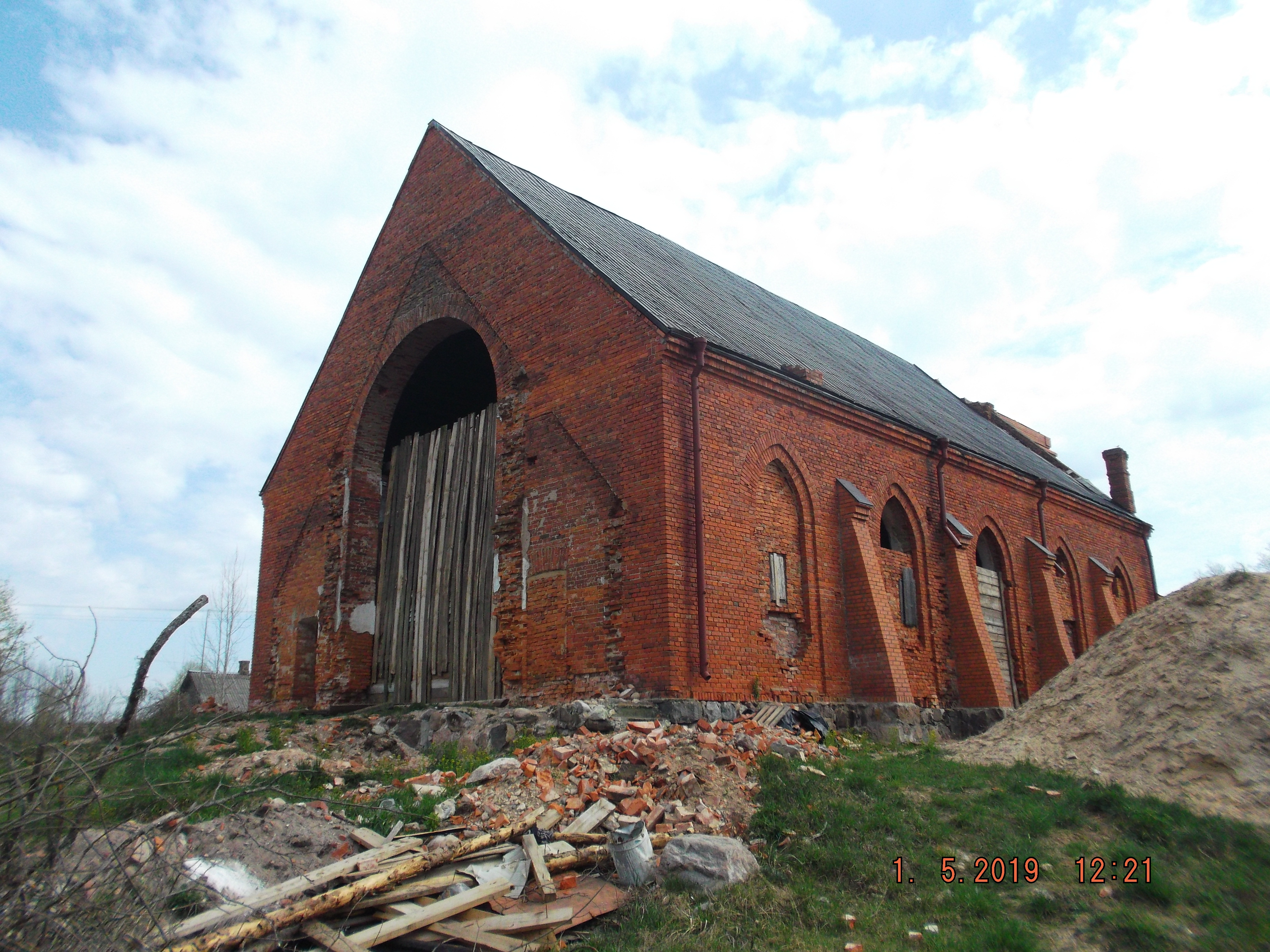
Achterzijde van de lutherse kerk
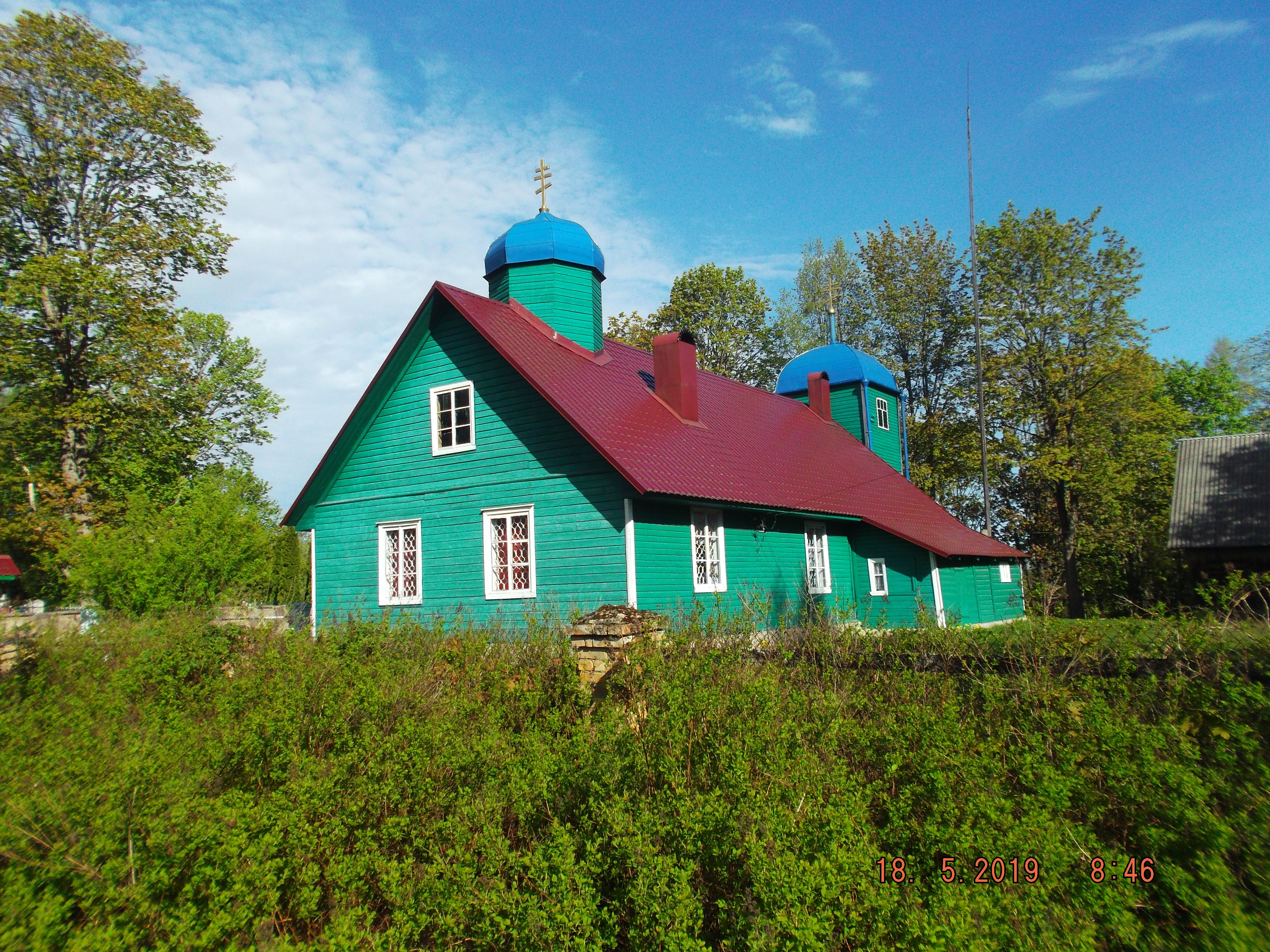
De orthodoxe kerk